# Balistični ščit
Balistični ščiti so ščiti, ki so namenjeni zaustavljanju ali odbijanju nabojev.
Čeprav so sodobni balistični ščiti posebej zasnovani za zaščito pred pištolami, dolgo cevnim orožjem in grožnjami protestnikov, bodo mnogi dodatno zaščitili pred večino tipov orožja z žganjem ali rezanjem in ročno vrženi stvarmi, kot so kamenje in puščice. Ugledni proizvajalci balističnih ščitov oblikujejo in proizvajajo balistične ščite, ki so v skladu s posebnimi vladnimi balističnimi stopnjami zaščite, vključno s tistimi, ki jih je razglasil Protokol NIJ-Std-0108.01  za preskušanje balističnih materialov NIJ, ki uničujoče preizkuša prosto stoječe konfiguracije oklepov z grožnjami izstrelkov, ki so primerne za oblikovanje zmogljivosti.
Najbolj zmogljivi balistični ščiti, ki jih lahko ročno prenašate, bodo zanesljivo premagali kalibre s hitrostjo hitrega srednjega vžiga. Čeprav so morda bolje opisani kot ščitniki, se kolesarsko valjane oklepne plošče, ki jih potisnejo po tleh, uporabniki zdaj prodajajo kot tip balističnega ščita.
Nedavni napredek v materialni znanosti je privedel do učinkovitejših zaščitnih kompozicij in keramičnih balističnih zaščitnih izdelkov.
Združljivost z misijami je pomemben dejavnik pri določanju, katera oblika zaščite je najprimernejša za zagotavljanje zaščite pred pričakovano grožnjo. Pomembno pa je tudi, ali se bo ščit uporabil v obrambne in opazovalne namene, kot so taktične operacije, ki jih izvaja skupina SWAT, ali patruljne operacije, ki zahtevajo oboroženi odgovor za nevtralizacijo aktivnega strelca. V članku z naslovom "Kako kupiti osebne ščite"  avtor vpraša o uporabi zaščitnega ščita: "Ali bo politika odobrila uporabo zaščitnega orožja med žaljivimi nalogami in / ali večkratnimi nevarnimi patruljami, kot so ustavitve vozil, iskanje zgradb in približevanje morda oboroženim Ali bodo politike narekovale izključno obrambno uporabo ščita, kot so vzpostavljanje perimetra, opazovanje in počasne operacije čiščenja? "
Ni rešitve za "eno velikost za vse", ki bi zajemala vse potencialne uporabe in morebitne grožnje balističnemu ščitu in njegovemu uporabniku. Veliko sodobnih balističnih ščitov, ki jih lahko prenašate, zagotavljajo jasne oklepne vizirje, sisteme osvetlitve, krtače, nosilne trakove in druge funkcije ali možnosti. Drugi modeli so bolj osnovni in zagotavljajo le preprosto oklepno ploščo, pritrjeno na ročaj.